# Alexandre Rotweiller
Alexandre Benedito Messiano, mais conhecido como Alexandre Rotweiller (Brotas, 19 de fevereiro de 1979), é um ex-futebolista brasileiro que atuava como volante.
Atualmente, Alexandre está aposentado e participa de jogos festivos com ex-jogadores.

## Carreira
Começou a jogar nas escolinhas de futebol em Brotas antes de ser revelado pelas categorias de base do Rio Branco de Americana.
Jogou no Guarani antes de chegar ao São Paulo onde jogou de 1997 a 2004.
Em 2002, foi emprestado ao Internacional, onde. foi Campeão Gaúcho naquele ano e depois retornou ao tricolor paulista. Com o Tricolor, foi Bicampeão paulista em 1998 e 2000 e fez 122 jogos pelo clube.
Jogou o Mundial Sub 20 de 1999 pela Seleção Brasileira.
Também atuou em outras equipes grande do Brasil, como o Internacional-RS e o Atlético-MG.
Em 2014, foi contratado pelo São José para a disputa do Campeonato Paulista da Série A3.
No início de 2015, foi apresentado no São Mateus.

## Títulos
São Paulo
- Campeonato Paulista: 1998 e 2000

Internacional
- Campeonato Gaúcho: 2002